# Анианский пролив

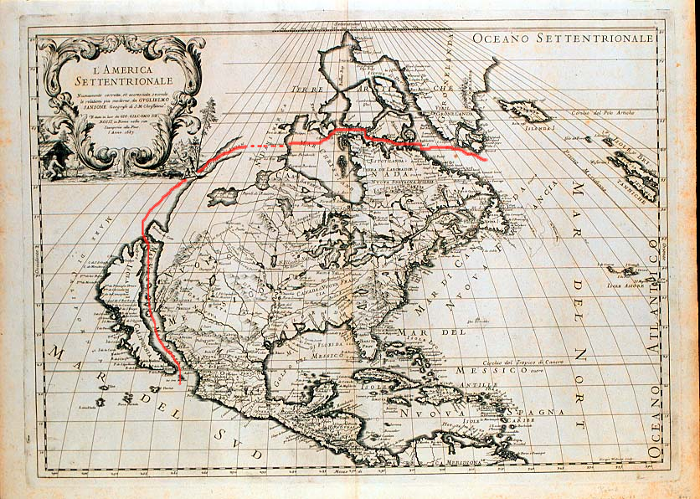
Анианский пролив на карте

Анианский пролив — это гипотетический водный путь, который европейские исследователи предполагали существующим в XVI-XVII веках. Они считали, что этот пролив соединяет Тихий океан с Атлантическим, проходя через северные территории Северной Америки. Название «Анианский» происходит от провинции «Ania», упомянутой в книге Марко Поло и впоследствии использованной итальянским картографом Джакомо Гастальди в 1562 году.
Несмотря на многочисленные экспедиции, включая экспедиции Хуана де Фука в 1592 году, реальных доказательств существования такого пролива не было найдено. Карты того времени часто изображали Анианский пролив на разных участках Северной Америки, что вдохновляло на дальнейшие поиски. Однако в конечном итоге, миф был развеян, когда исследователи, такие как Джеймс Кук и Джордж Ванкувер, показали, что прямого водного пути через Северную Америку не существует.
Сегодня известно, что реальный проход, связывающий два океана, это Берингов пролив, изученный в 1728 году Витусом Берингом, однако ещё ранее в 1648 году этот проход был открыт в ходе экспедиции великим русским путешественником Семёном Ивановичем Дежнёвым.